# Сабатікал
Сабатікал (англ. sabbatical, від івр. שַׁבָּת, шабат) — тривала відпустка, яка надається раз на кілька років і часто використовується для того, що не є основною роботою. Сабатікали особливо поширені в американських університетах і використовуються професорами для наукових подорожей в університети інших країн, досліджень не за основним фахом, написання книг і т. д.
Концепція сабатікалу базується на біблійній практиці, пов'язаній із сільським господарством. Згідно з Книгою Левит, євреї в землі Ізраїльській повинні робити річну перерву в роботі на полях кожні сім років.
Починаючи з Гарвардського університету в 1880 році, багато університетів та інших академічних і медичних установ дають своїм працівникам можливість оплачуваної творчої відпустки, яка називається сабатікал. Політика сабатікалу була створена, щоб допомогти викладачам відпочити та відновити сили, а також для того, щоб сприяти інтелектуальному зростанню і розширенню кругозору професорів. Сучасні сабатікали зазвичай звільняють професора від повсякденних викладацьких і адміністративних обов'язків, хоча очікується, що дослідницька діяльність продовжиться або навіть збільшиться за час сабатікалу. Академічні сабатікали, як правило, тривають один семестр або повний навчальний рік.
Сабатікал також використовується для позначення тривалої, навмисної перерви в кар'єрі для неакадемічних професій. Існує дуже мало норм і очікувань щодо неакадемічної або професійної творчої відпустки. Вони можуть бути оплачуваними чи неоплачуваними, наданими роботодавцем чи самостійними, і мають різну тривалість — від кількох тижнів до року.
Дослідження 2022 року серед працюючих спеціалістів у тривалій відпустці виявило три підходи робітників до сабатікалів:
- Робочі канікули — характеризуються «інтенсивними періодами роботи та спеціальними перервами для відпочинку та відновлення давно занедбаних стосунків».
- Вільні занурення — під час яких учасники «виривалися з роботи й пірнали прямо в інтенсивне дослідження».
- Квести — в яких люди «розширювали свої особисті межі, щоб відкрити себе».

У XXI столітті в США зросла популярність сабатікалів і серед неакадемічних професій. Сабатікали також стають все більш поширеними в США у медичній професії, особливо в таких інтенсивних її галузях, як невідкладна медицина, щоб зменшити виснаження лікарів.

## Подальше читання
- Kimball, Bruce A. (July–August 1978). The Origin of the Sabbath and Its Legacy to the Modern Sabbatical. The Journal of Higher Education. 49 (4): 303—315. doi:10.2307/1979188. JSTOR 1979188.
- Zahorski, Kenneth J. (1994). The Sabbatical Mentor: A Practical Guide to Successful Sabbaticals. Bolton, Mass.: Anker Publishing. ISBN 9781882982004. OCLC 31393781.